# Urostola commonstrata
Urostola commonstrata là một loài bướm đêm trong họ Geometridae.